# Бене Капоста
Бене Капоста (угор. Benő Káposzta, 7 червня 1942, Будапешт — 11 серпня 2025) — угорський футболіст, що грав на позиції захисника.
Виступав, зокрема, за клуб «Уйпешт», а також національну збірну Угорщини.

## Клубна кар'єра
У дорослому футболі дебютував 1959 року виступами за команду клубу «Уйпешт», кольори якої і захищав протягом усієї своєї кар'єри гравця, що тривала цілих шістнадцять років, до завершення сезону 1972/73 років. 

## Виступи за збірну
3 травня 1966 року дебютував у складі національної збірної Угорщини проти Польщі, останнього разу у футболці збірної виходив на поле 24 вересня 1969 проти Швеції. Протягом кар'єри у національній команді, яка тривала 4 роки, провів у формі головної команди країни 19 матчів. На чемпіонаті світу з футболу 1966 року зіграв 4 матчі: проти Португалії, Бразилії та Радянського Союзу.
У складі збірної також був учасником  футбольного турніру на Олімпійських іграх 1964 року у Токіо, здобувши того року титул олімпійського чемпіона.

## Досягнення
- Чемпіонат Угорщини
  -  Чемпіон (6): 1959/60, 1969, 1970, 1970/71, 1971/72, 1972/73, 1973/74
  -  Срібний призер (4): 1960/61, 1961/62, 1967, 1968
  -  Бронзовий призер (2): 1962/63, 1965

- Кубок Угорщини
  -  Володар (2): 1969, 1970

- Кубок ярмарків
  -  Фіналіст (1): 1968/69

- Кубок Мітропи
  -  Фіналіст (1): 1966/67

- Літні Олімпійські ігри
  -  Чемпіон (1): 1964

- Чемпіон Європи (U-18): 1960

## Статистика виступів у складі збірної
| Матчі та голи в футболці національної збірної | Матчі та голи в футболці національної збірної | Матчі та голи в футболці національної збірної | Матчі та голи в футболці національної збірної | Матчі та голи в футболці національної збірної | Матчі та голи в футболці національної збірної | Матчі та голи в футболці національної збірної |
| #                                             | Дата                                          | Стадіон                                       | Суперник                                      | Рахунок                                       | Голи                                          | Змагання                                      |
| 1966                                          | 1966                                          | 1966                                          | 1966                                          | 1966                                          | 1966                                          | 1966                                          |
| --------------------------------------------- | --------------------------------------------- | --------------------------------------------- | --------------------------------------------- | --------------------------------------------- | --------------------------------------------- | --------------------------------------------- |
| 1.                                            | 03.05.1966                                    | Хожув, Польща                                 | Польща                                        | 1:1                                           | 0                                             | товариський                                   |
| 2.                                            | 08.05.1966                                    | Загреб, Югославія                             | Югославія                                     | 0:2                                           | 0                                             | товариський                                   |
| 3.                                            | 05.06.1966                                    | Будапешт, Угорщина                            | Швейцарія                                     | 3:1                                           | 0                                             | товариський                                   |
| 4.                                            | 13.07.1966                                    | Манчестер, Англія                             | Португалія                                    | 1:3                                           | 0                                             | ЧС 1966                                       |
| 5.                                            | 15.07.1966                                    | Ліверпуль, Англія                             | Бразилія                                      | 3:1                                           | 0                                             | ЧС 1966                                       |
| 6.                                            | 20.07.1966                                    | Манчестер, Англія                             | Болгарія                                      | 3:1                                           | 0                                             | ЧС 1966                                       |
| 7.                                            | 23.07.1966                                    | Сандерленд, Англія                            | СРСР                                          | 1:2                                           | 0                                             | ЧС 1966                                       |
| 8.                                            | 07.09.1966                                    | Роттердам, Нідерланди                         | Нідерланди                                    | 2:2                                           | 0                                             | кв. ЧС 1968                                   |
| 9.                                            | 21.09.1966                                    | Будапешт, Угорщина                            | Данія                                         | 6:0                                           | 0                                             | кв. ЧС 1968                                   |
| 10.                                           | 28.09.1966                                    | Будапешт, Угорщина                            | Франція                                       | 4:2                                           | 0                                             | товариський                                   |
| 1967                                          |                                               |                                               |                                               |                                               |                                               |                                               |
| 11.                                           | 23.04.1967                                    | Будапешт, Угорщина                            | Югославія                                     | 1:0                                           | 0                                             | товариський                                   |
| 12.                                           | 06.09.1967                                    | Відень, Австрія                               | Австрія                                       | 3:1                                           | 0                                             | товариський                                   |
| 13.                                           | 27.09.1967                                    | Будапешт, Угорщина                            | НДР                                           | 3:1                                           | 0                                             | кв. ЧС 1968                                   |
| 14.                                           | 29.10.1967                                    | Лейпциг, НДР                                  | НДР                                           | 0:1                                           | 0                                             | кв. ЧС 1968                                   |
| 1969                                          |                                               |                                               |                                               |                                               |                                               |                                               |
| 15.                                           | 25.05.1969                                    | Будапешт, Угорщина                            | Чехословаччина                                | 2:0                                           | 0                                             | кв. ЧС 1970                                   |
| 16.                                           | 08.06.1969                                    | Дублін, Ірландія                              | Ірландія                                      | 2:1                                           | 0                                             | кв. ЧС 1970                                   |
| 17.                                           | 15.06.1969                                    | Копенгаген, Данія                             | Данія                                         | 2:3                                           | 0                                             | кв. ЧС 1970                                   |
| 18.                                           | 14.09.1969                                    | Прага, Чехословаччина                         | Чехословаччина                                | 3:3                                           | 0                                             | кв. ЧС 1970                                   |
| 19.                                           | 24.09.1969                                    | Стокгольм, Швеція                             | Швеція                                        | 0:2                                           | 0                                             | товариський                                   |